# Amanda Todd
Amanda Michelle Todd (Vancouver, 27 de novembro de 1996 — Port Coquitlam, 10 de outubro de 2012) foi uma adolescente canadense que cometeu suicídio motivado por bullying virtual. Antes de sua morte, Todd postou um vídeo no YouTube em que ela usa cartões para contar sua experiência de ser chantageada, intimidada e fisicamente agredida. O vídeo se tornou viral após sua morte, resultando em repercussão internacional.
No momento da sua morte, Todd estudava na CABE, uma escola que atende a alunos que experimentaram problemas sociais.
A Real Polícia Montada do Canadá e a British Columbia Coroners Service lançaram investigações sobre o suicídio. Em resposta à morte, Christy Clark, a primeira-ministra da Columbia Britânica, fez uma declaração online de condolências sugerindo um debate nacional sobre a criminalização do cyberbullying. Além disso, uma moção foi apresentada na Câmara dos Comuns do Canadá para propor um estudo do âmbito de bullying no Canadá, e para mais financiamento e apoio a organizações anti-bullying. A mãe de Todd, Carol, estabeleceu a Amanda Todd Trust, e com isso recebendo doações para apoiar o anti-bullying, a conscientização e programas para jovens com problemas de saúde mental.

## Antecedentes e suicídio
Em 7 de setembro de 2012, Todd postou um vídeo de 15 minutos no YouTube intitulado My Story: Struggling, bullying, suicide and self harm (Minha História: Lutando, bullying, suicídio e auto-mutilação), que a mostra usando uma série de cartões para contar suas experiências sendo intimidada. O vídeo se tornou viral, recebendo mais de 1.6 milhões de visualizações em 13 de outubro de 2012, com os jornais online ao redor do mundo incluindo um link para o vídeo.
Durante o vídeo, Todd escreve que quando ela estava na 7° série usou vídeo chat para conhecer novas pessoas através da internet e recebeu elogios sobre sua aparência. Um estranho convenceu Todd para mostrar os seus seios para a câmera. O indivíduo mais tarde começou a chantageá-la com ameaças de expor as fotos, caso ela não desse um "show" para ele.
Todd escreveu que durante as férias de natal, a polícia informou às 4:00 AM que a foto estava circulando pela internet. Todd escreveu que ficou muito doente, com ansiedade, depressão severa e síndrome do pânico. Sua família se mudou para uma nova casa, onde Todd declarou que mais tarde começou a usar drogas e álcool.
Um ano mais tarde, o individuo reaparece, criando um perfil na rede social Facebook que usava as fotos como imagem de perfil e entrou em contato com amigos de sua nova escola. Novamente Todd foi provocada e, acabou mudando de escola pela segunda vez . Ela também escreveu que começou a conversar com um "velho amigo" que apareceu. O amigo pediu a Todd para ir em sua casa, onde eles tiveram relações sexuais, enquanto sua namorada estava de férias. Na semana seguinte, a namorada do "velho amigo" e um grupo de outros atacaram Todd na escola, enquanto gritavam e davam socos, até ela ir para o chão. Após o ataque, Todd tentou se suicidar, bebendo água sanitária, mas foi levada para o hospital e fizeram uma desintoxicação.
Após retornar para casa, Todd descobriu mensagens abusivas sobre sua tentativa fracassada de suicídio postada no Facebook. Sua família se mudou para outra cidade para recomeçar, mas Todd foi incapaz de escapar do passado. Seis meses depois, mais mensagens e abuso ainda foram sendo postados em sites de relacionamento. Seu estado mental piora, ela começou a se envolver em automutilação. Apesar de tomar anti-depressivos e receber aconselhamento, ela teve uma overdose e passou dois dias no hospital.
Em 10 de outubro de 2012 ás 18:00 (PDT), Todd foi encontrada enforcada em sua casa.

## Investigação
Uma investigação preliminar efetuada pelo Serviço Medico de Colúmbia Britânica mostrou que a morte de Todd foi um suicídio. Investigadores sabem os meios pelos quais ela morreu, mas não vão liberar a informação. A causa da morte foi relatado na mídia como enforcamento.
Tanto a Real Polícia Montada do Canadá e a British Columbia Service Coroners iniciaram uma investigação com 20 investigadores em tempo integral, trabalhando sobre o caso. A equipe de crime grave a Coquitlam e a Ridge Meadows' estão cooperando em uma investigação completa, realizando entrevistas e analisando os possíveis fatores potenciais que possam ter contribuído para a morte. Os investigadores estão revendo o conteúdo de sites de mídia social e estão ativamente monitorando páginas.

### Pistas
O grupo Anonymous identificou pela internet um homem de 32 anos de idade com o nome de Kody Maxson como suposto chantagista e o primeiro a assediar Amanda Todd, que é um ex-funcionário do Facebook. O grupo postou o nome deste suposto assediador na Web e alegou que o endereço de sua residência era na área de Vancouver. Desde então, diz-se que o homem recebeu ameaças. Depois de investigar este boato, a polícia determinou que as acusações eram infundadas.
A organização canadense Cybertip.ca relatou ter recebido um aviso sobre Todd, quase um ano antes de seu suicídio. O grupo anti exploração de crianças afirmou que, em novembro de 2012, um cidadão informou que as imagens de Todd estavam circulando em sites na internet e essa informação foi fornecida para a polícia.

### Prisão
O holandês Aydin Coban, acusado de assediar online 34 mulheres e 5 homens, incluindo Amanda, foi preso em 2014 e condenado a 11 anos de prisão.

## Reações
O suicídio de Todd foi amplamente coberto pelas mídias internacionais, muitas das quais incluía um link para a mensagem em vídeo postado por ela no YouTube, e um endereço de e-mail fornecido pela Royal Canadian Mounted Police, o inquérito público. Dentro de 24 horas, a polícia recebeu mais de 400 mensagens do público. A RCMP também disse que a investigação foi prejudicada pela quantidade de informações falsas publicadas online, para arrecadar dinheiro da família de Amanda Todd.
Na tarde de 19 de outubro de 2012, uma série de pessoas fizeram vigílias no Canadá, bem como também em outros países, para lembrar da jovem Amanda Todd e outras vitimas do bullying. Um minuto de silêncio foi feito por estudantes da Toronto District School Board. Nessa mesma data, a mãe de Todd foi convidada em honra do "We Day 2012" em Vancouver, uma semana após a morte de Todd. Assédio e intimidação foram planejados como um tema antes da morte de Todd e participaram como palestrantes: Magic Johnson, Demi Lovato, assim como a primeira-ministra da Colúmbia Britânica, a Christy Clark.